# Euprosopia albolineata
Euprosopia albolineata är en tvåvingeart som beskrevs av de Meijere 1913. Euprosopia albolineata ingår i släktet Euprosopia och familjen bredmunsflugor. Inga underarter finns listade i Catalogue of Life.